# Емануил Папас (Грчка)
Емануил Папас (грч. Εμμανουήλ Παππάς) је насељено место у истоименој општини у периферији Средишња Македонија, Грчка. Према попису из 2021. године било је 475 становника.
Према бугарском географу и историчару, Василу Канчову, у Емануил Папасу је 1900. године живело 1.500 Грка. Године 1924. насељено је 273 грчких избеглица. На попису из 1928. године Емануил Папас је имао 2.407 становника. Село се раније звало Довишта.
Насеље носи име по Емануилу Папасу, истакнутом члану Хетерије и вођи Грчког рата за независност 1821. године у Македонији.